# 新哈特福德 (紐約州)
新哈特福德（英語：New Hartford）是一個位於美國紐約州奧奈達縣的鎮。

## 人口
根據2020年美國人口普查的數據，新哈特福德的面積為66.13平方千米，當中陸地面積為65.82平方千米，而水域面積為0.31平方千米。當地共有人口21874人，而人口密度為每平方千米331人。